# Соколов, Георгий Алексеевич
Георгий Алексеевич Соколов (25 января (5 февраля) 1847, Оренбург — 4 февраля 1925, Ново-Николаевск) — русский и советский драматический актёр, режиссёр, основатель первого любительского театра в Новониколаевске, один из первых артистов-профессионалов этого города.

## Биография
Родился 25 января 1847 года в Оренбурге. Театральную карьеру начал в 1872 году в европейской части России. С 1877 года выступал на сценах сибирских городов.
В 1898 году получил предложение руководить новониколаевским драматическим кружком, который был организован местной интеллигенцией, состоявшей из врачей, путейцев, инженеров, служащих и учителей. Этот кружок проводил спектакли, организовывал концерты, литературные и музыкальные вечера для благотворительных целей. В связи с отсутствием собственной сцены творческий коллектив использовал помещения разных городских учреждений: железнодорожной школы на станции Обь, школы Будагова и т. д.
20 марта 1902 года театральные любители основали музыкально-драматическое общество и уже 22 апреля провели первый спектакль «Заяц» по пьесе Мясницкого, а зимой этого года — «Не всё коту масленица» (А. Н. Островский). В 1908—1909 годах общество провело свыше 20 благотворительных спектаклей в пользу школ, библиотек и приюта «Ясли». Деятельность любительского театра Соколова в значительной степени повлияла на развитие культуры в Новониколаевске, который приобрёл репутацию «театрального города».
В мае 1916 года решением Городской управы театральная труппа Соколова получила летний театр сада «Альгамбра», а в январе 1917 года — помещение цирка Ф. Я. Изако, где спектакли проводились до конца театрального сезона.
25 января 1917 года новониколаевская общественность отпраздновала 45-летний юбилей театральной карьеры артиста.
С наступлением Октябрьской революции актёр продолжил заниматься театральным делом уже в новых обстоятельствах. Он стал руководителем труппы для работы при госпиталях.
23 марта 1920 марта Соколов поставил в гарнизонном клубе «Ревизора», где, в свою очередь, сыграл Городничего.
В ноябре 1922 года артисту за его театральную деятельность было присвоено звание «Красный герой труда».
Умер 4 февраля 1925 года в Ново-Николаевске.